# 照塔
照塔，位于北京市房山区大石窝镇塔照村东的山巅，是北京市文物保护单位。

## 简介
照塔建于辽朝。坐北朝南，通高15米，是八角形七级密檐砖塔。当地传说此塔是风水塔。塔基是须弥座，高3米，每面宽度2.2米。中部塔身高2.2米，每面宽度1.75米。塔身正面设有券门，其他各面设有假门和假窗。塔身之上是仿木砖刻额枋檐椽以及砖制一斗三升斗拱。上面是七级叠涩檐。塔尖是攒尖刹。
1995年，照塔被公布为第五批北京市文物保护单位。2004年4月到7月，房山区进行了周吉祥塔、玉皇塔、照塔和应公长老寿塔四座古塔与万佛堂修缮工程。